# Milan Aleksić

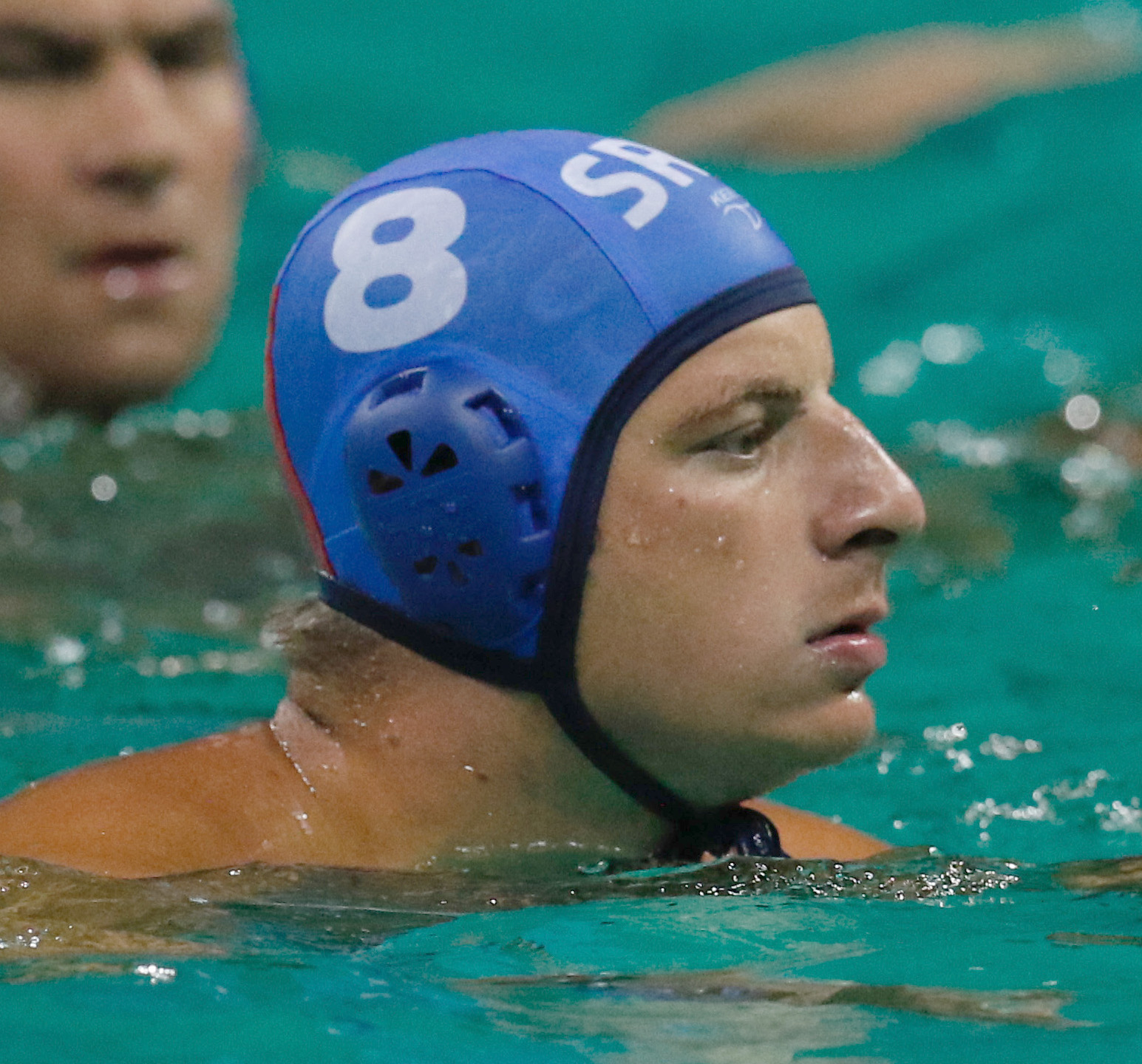
Milan Aleksić bei den Olympischen Spielen 2016

Milan Aleksić (serbisch-kyrillisch Милан Алексић; * 13. Mai 1986 in Belgrad) ist ein serbischer Wasserballspieler. Er war je zweimal Olympiasieger und Weltmeister sowie viermal Europameister.

## Sportliche Karriere
Bei der Universiade 2005 in Izmir war Milan Aleksić Mitglied der siegreichen Mannschaft aus Serbien und Montenegro.
2006 trennten sich Serbien und Montenegro. Der 1,93 m große Centerverteidiger rückte nach den Olympischen Spielen 2008 in die serbische Nationalmannschaft. 2009 erkämpfte die serbische Nationalmannschaft mit Milan Aleksić den Titel bei den Mittelmeerspielen in Pescara vor den Spaniern. Bei der Weltmeisterschaft in Rom gewannen die Serben das Endspiel gegen die Spanier im Fünfmeterschießen, wobei Milan Aleksić den entscheidenden Fünfmeter verwandelte. 2010 folgte die Bronzemedaille bei der Europameisterschaft in Zagreb, nachdem die Serben im Halbfinale mit 9:10 gegen die kroatischen Gastgeber verloren hatten. 2011 bei der Weltmeisterschaft in Shanghai erreichten die Serben das Finale und unterlagen dann den Italienern mit 7:8. Anfang 2012 siegte Serbien im Finale der Europameisterschaft in Eindhoven gegen Montenegro. Bei den Olympischen Spielen in London gewannen die Serben ihre Vorrundengruppe. Nach einem Viertelfinalsieg gegen Australien verloren die Serben im Halbfinale gegen die Italiener und trafen im Spiel um Bronze wieder auf Montenegro. Die Serben gewannen dieses Spiel mit 12:11. Aleksić erzielte im Turnierverlauf fünf Tore.
Bei der Weltmeisterschaft 2013 in Barcelona erreichten die Serben nur den siebten Platz. Aleksić warf insgesamt zwei Tore. 2014 besiegten die Serben im Finale der Europameisterschaft in Budapest die ungarische Mannschaft. Aleksić traf sechsmal, davon einmal im Finale. Bei der Weltmeisterschaft 2015 in Kasan bezwangen im Finale die Serben die Kroaten mit 11:4, wobei Aleksić im Finale ein Tor beisteuerte. Anfang 2016 gewannen die Serben den Titel bei der Europameisterschaft in Belgrad. Beim olympischen Wasserballturnier in Rio de Janeiro belegten die Serben in ihrer Vorrundengruppe nur den vierten Platz. Mit Siegen über Spanien im Viertelfinale und über Italien im Halbfinale erreichten die Serben gleichwohl das Finale und bezwangen dort die kroatische Mannschaft mit 11:7. Milan Aleksić erzielte vier Turniertore.
2017 bei der Weltmeisterschaft in Budapest gewann das serbische Team die Bronzemedaille, nachdem sie im Halbfinale gegen die Kroaten verloren hatten. 2018 siegte Serbien bei den Mittelmeerspielen in Tarragona vor der griechischen Mannschaft. Einen Monat später gewann Serbien bei der Europameisterschaft in Barcelona nach Fünfmeterschießen im Finale gegen Spanien. Milan Aleksić warf fünf Tore, einen davon im Finale. Seinen Fünfmeter im Finale konnte er verwandeln. Nachdem die serbische Mannschaft sowohl bei der Weltmeisterschaft 2019 als auch bei der Europameisterschaft 2020 lediglich den fünften Platz belegt hatte, flog sie nicht als Favorit zu den Olympischen Spielen in Tokio. Serbien unterlag in der Vorrunde gegen Spanien und Kroatien. Nach einem Viertelfinalsieg über Weltmeister Italien und einem Halbfinalsieg über die Spanier gewannen die Serben das Finale gegen die Griechen mit 13:10.
Auf Vereinsebene spielte Milan Alejksić bis 2012 bei VK Partizan Belgrad und danach bis 2019 bei Szolnoki VSC in Ungarn. Dann wechselte er zum CN Atlètic-Barceloneta nach Spanien, bevor er 2021 zu Partizan Belgrad zurückkehrte. Mit allen drei Vereinen gewann er den Meistertitel des jeweiligen Landes.